# Mostra de Venise 2024
La Mostra de Venise 2024 — ou la 81e édition de la Mostra de Venise ou encore la 81e édition du Festival international du film de Venise (en italien : 81ª edizione della Mostra internazionale d'arte cinematografica) — est un festival de cinéma international qui s'est tenu à Venise en Italie du 28 août au 7 septembre 2024.

## Déroulement et faits marquants

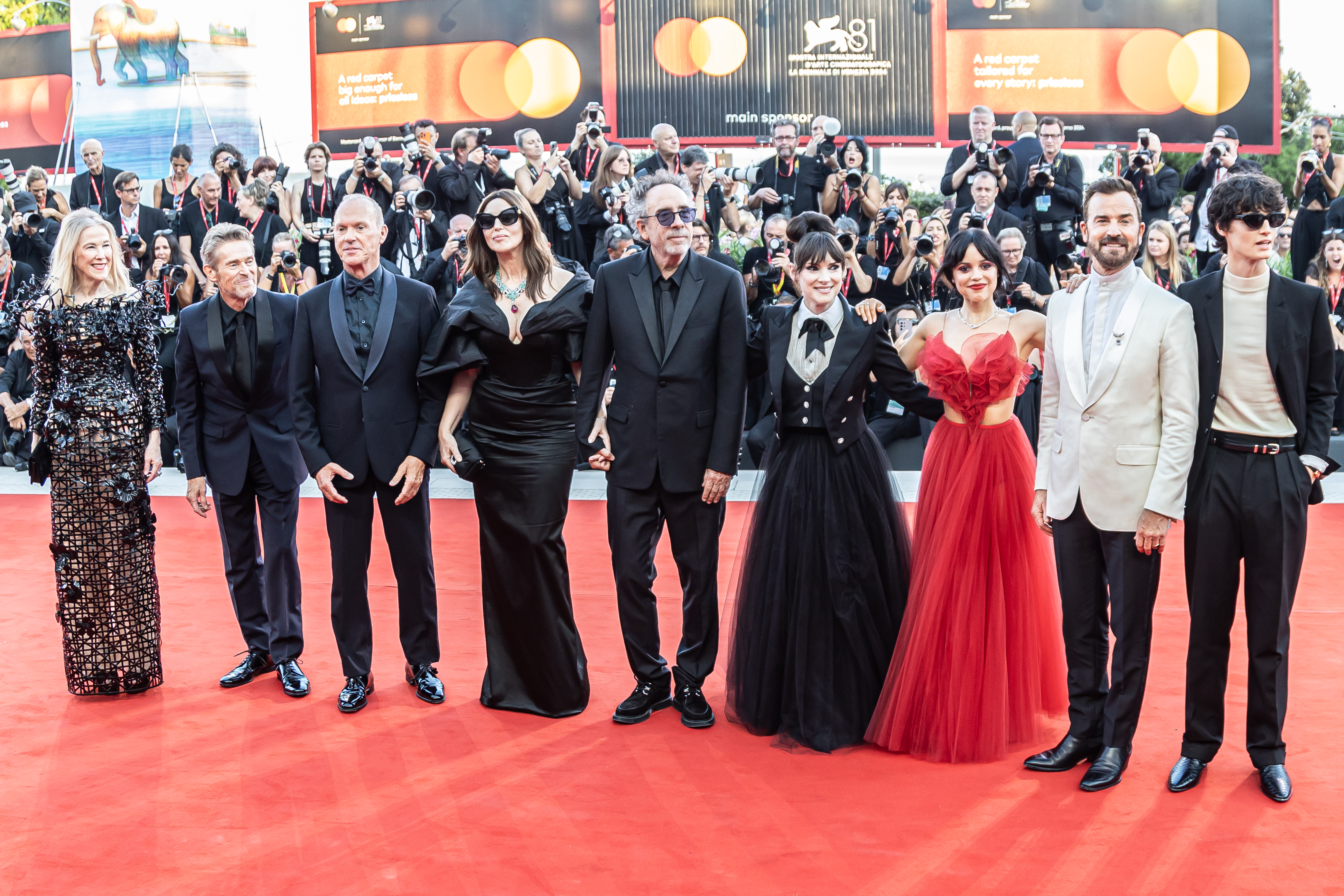
Le casting de Beetlejuice Beetlejuice à l'ouverture de la.

Le 8 mai 2024, il est annoncé que la comédienne française Isabelle Huppert présidera le jury des longs métrages, jury qui est chargé de remettre le Lion d'or. Isabelle Huppert a déjà présidé les jurys des Festival de Cannes 2009, Festival international du film de Marrakech 2014, et Festival international du film de Tokyo 2021. Elle a reçu deux coupes Volpi de la meilleure interprétation féminine (en 1988 et 1995), et un Lion d'or spécial en 2005. 
Le 9 mai 2024 est révélé que le réalisateur australien Peter Weir recevra un Lion d'or d'honneur (pour l'ensemble de sa carrière). Il a été président du jury de la Mostra de Venise 1993. 
Le 12 mai 2024, la maîtresse des cérémonies d'ouverture et de clôture est annoncée : il s'agit de l'actrice Sveva Alviti.
Le 18 juin 2024 est annoncé que le film L'Or de Naples (1954) de Vittorio De Sica sera présenté en pré-ouverture du festival : ce film avait déjà été présenté dans un festival, en compétition au Festival de Cannes 1955.
Le 28 juin 2024 est annoncé que l'actrice américaine Sigourney Weaver recevra également un Lion d'or d'honneur (pour l'ensemble de son œuvre).
Le 2 juillet 2024, le film d'ouverture est dévoilé : il s'agit du film Beetlejuice Beetlejuice de Tim Burton.
Le 10 juillet 2024, le jury est dévoilé au grand complet. Il compte notamment le cinéaste américain James Gray qui fut membre du jury au Festival de Cannes 2009, alors également présidé par Isabelle Huppert.
La sélection officielle est annoncée le 23 juillet 2024.
Le 7 septembre 2024, le palmarès est dévoilé : le Lion d'or est décerné à La Chambre d'à côté de Pedro Almodóvar, le grand prix du jury à Vermiglio ou La Mariée des montagnes de Maura Delpero et le Lion d'argent (du meilleur réalisateur) à Brady Corbet pour The Brutalist.

## Jurys

### Jury international

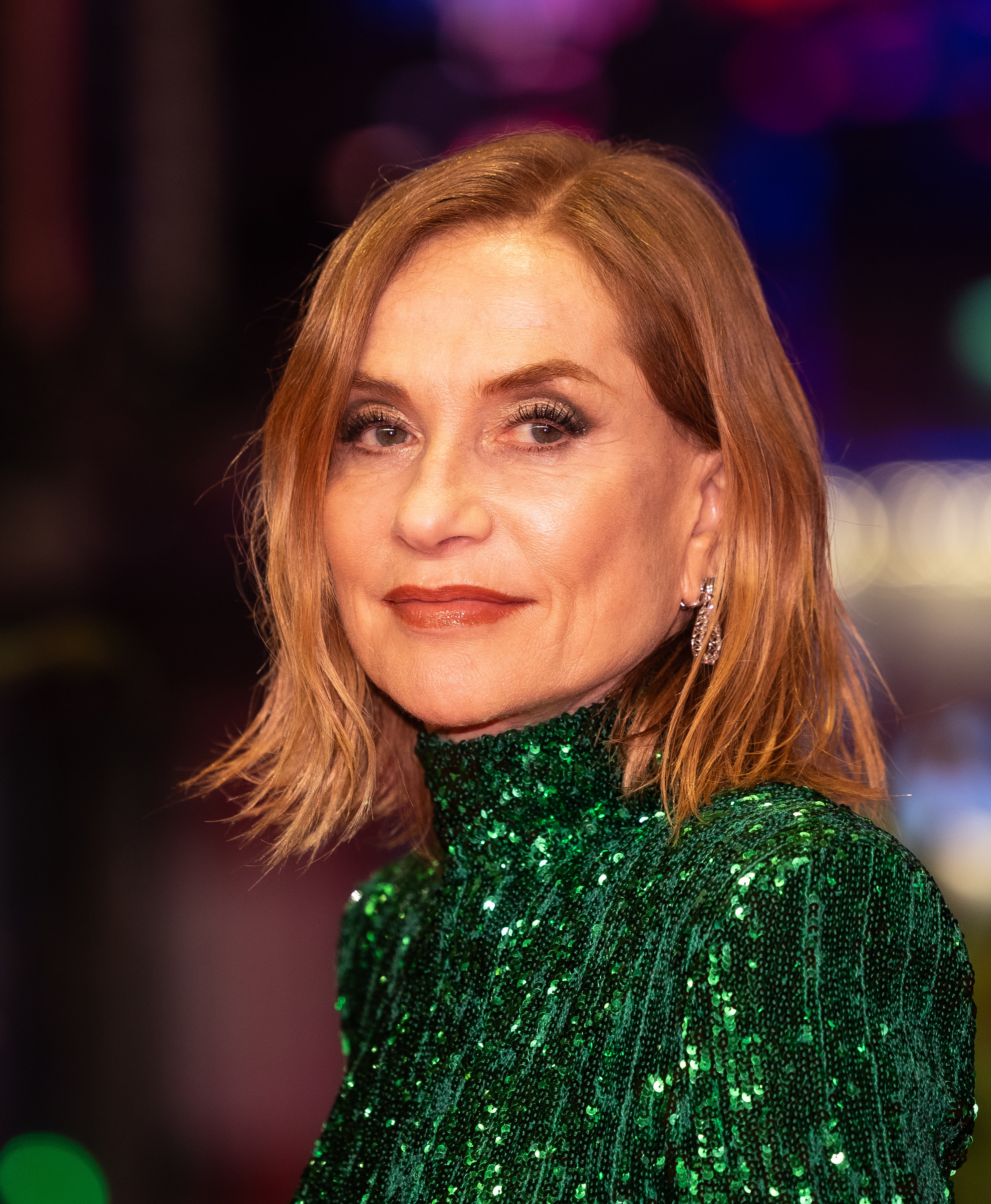
Isabelle Huppert, présidente du jury de la de Venise.

- Isabelle Huppert, présidente du jury : actrice  France
- James Gray : réalisateur et scénariste  États-Unis
- Andrew Haigh : réalisateur, scénariste et producteur  Royaume-Uni
- Agnieszka Holland : réalisatrice et scénariste  Pologne
- Kleber Mendonça Filho : réalisateur et scénariste  Brésil
- Abderrahmane Sissako : réalisateur et scénariste  Mauritanie
- Giuseppe Tornatore : réalisateur, scénariste et producteur  Italie
- Julia von Heinz : réalisatrice et scénariste  Allemagne
- Zhang Ziyi : actrice  Chine

### Orizzonti
- Debra Granik, présidente du jury : réalisatrice  États-Unis
- Ali Asgari : réalisateur et scénariste  Iran
- Soudade Kaadan : réalisateur  Syrie
- Chrístos Níkou : réalisateur  Grèce
- Tuva Novotny : actrice  Suède
- Gábor Reisz : réalisateur  Hongrie
- Valia Santella: réalisatrice  Italie

### Luigi De Laurentiis
- Gianni Canova, président du jury : critique  Italie
- Ricky D'Ambrose: réalisateur  États-Unis
- Bárbara Paz : actrice  Brésil
- Taylor Russell : actrice  Canada
- Jacob Wong : curateur  Hong Kong

## Sélections
La sélection officielle est annoncée le 23 juillet 2024.

### In Concorso
Films présentés en compétition : 
| Titre                                          | Réalisation                         | Pays              | Distribution |
| ---------------------------------------------- | ----------------------------------- | ----------------- | --- |
| La Chambre d'à côté (La habitación de al lado) | Pedro Almodóvar                     | Espagne           | Tilda Swinton, Julianne Moore, John Turturro, Alessandro Nivola, Esther McGregor, Raúl Arévalo, Juan Diego Botto            |
| Campo di battaglia                             | Gianni Amelio                       | Italie            | Alessandro Borghi, Gabriel Montesi, Giovanni Scotti, Federica Rosellini                                                     |
| Leurs enfants après eux                        | Ludovic et Zoran Boukherma          | France            | Paul Kircher, Angelina Woreth, Sayyid El Alami, Gilles Lellouche, Ludivine Sagnier, Anaïs Demoustier, Raphaël Quenard       |
| The Brutalist                                  | Brady Corbet                        | États-Unis        | Adrien Brody, Felicity Jones, Guy Pearce, Isaach de Bankolé, Joe Alwyn, Stacy Martin, Raffey Cassidy, Alessandro Nivola     |
| Jouer avec le feu                              | Delphine Coulin et Muriel Coulin    | France            | Vincent Lindon, Benjamin Voisin, Stefan Crepon, Sophie Guillemin                                                            |
| Vermiglio                                      | Maura Delpero                       | Italie            | Giuseppe De Domenico, Tommaso Ragno, Carlotta Gamba, Roberta Rovelli, Sara Serraiocco                                       |
| Lettres siciliennes (Iddu)                     | Fabio Grassadonia et Antonio Piazza | Italie            | Elio Germano, Toni Servillo, Barbora Bolubova, Tommaso Ragno, Fausto Russo Alesi                                            |
| Queer                                          | Luca Guadagnino                     | Italie            | Daniel Craig, Drew Starkey, Lesley Manville, Jason Schwartzman, Henry Zaga, Ronia Ava, David Lowery                         |
| Kjærlighet                                     | Dag Johan Haugerud                  | Norvège           | Andrea Bræin Hovig, Tayo Cittadella Jacobsen, Thomas Gullestad, Lars Jacob Holm, Marte Engebrigsten, Marian Saastad Ottesen |
| April                                          | Dea Kulumbegashvili                 | Géorgie           | Ia Sukhitashvili, Khaka Kintsurashvili, Merab Ninidze                                                                       |
| The Order                                      | Justin Kurzel                       | États-Unis        | Jude Law, Nicholas Hoult, Tye Sheridan, Odessa Young, Alison Oliver, Jurnee Smollett, Marc Maron                            |
| Maria                                          | Pablo Larraín                       | États-Unis        | Angelina Jolie, Haluk Bilginer, Valeria Golino, Pierfrancesco Favino, Kodi Smit-McPhee, Alba Rohrwacher                     |
| Trois Amies                                    | Emmanuel Mouret                     | France            | Camille Cottin, Sara Forestier, India Hair, Damien Bonnard, Vincent Macaigne, Grégoire Ludig                                |
| El jockey                                      | Luis Ortega                         | Argentine Espagne | Nahuel Pérez Biscayart, Úrsula Corberó, Daniel Giménez Cacho, Mariana Di Girólamo, Roly Serrano, Daniel Fanego              |
| Joker : Folie à deux                           | Todd Phillips                       | États-Unis        | Joaquin Phoenix, Lady Gaga, Zazie Beetz, Brendan Gleeson, Catherine Keener, Steve Coogan, Jacob Lofland                     |
| Babygirl                                       | Halina Reijn                        | États-Unis        | Nicole Kidman, Harris Dickinson, Antonio Banderas, Sophie Wilde, Esther McGregor                                            |
| Je suis toujours là (Ainda estou aqui)         | Walter Salles                       | Brésil            | Fernanda Torres, Fernanda Montenegro, Selton Mello                                                                          |
| Diva Futura                                    | Giulia Louise Steigerwalt           | Italie            | Pietro Castellitto, Tesa Litvan, Barbara Ronchi, Denise Capezza, Davide Iachini, Marco Iermanò                              |
| Harvest                                        | Athiná-Rachél Tsangári              | Royaume-Uni       | Caleb Landry Jones, Harry Melling, Frank Dillane, Rosy McEwen                                                               |
| Qīngchūn: Guī (青春：归)                       | Wang Bing                           | Chine             | Film documentaire |
| Stranger Eyes (默视录)                         | Yeo Siew-hua                        | Singapour         | Lee Kang-sheng, Wu Chien-ho, Anicca Penna, Vera Chen, Xenia Tran, Pete Teo                                                  |

### Fuori Concorso

#### Films de fiction
| Titre                                            | Réalisation            | Pays            |
| ------------------------------------------------ | ---------------------- | --------------- |
| Beetlejuice Beetlejuice (film d'ouverture)       | Tim Burton             | États-Unis      |
| L'Orto Americano                                 | Pupi Avati             | Italie          |
| Il tempo che ci vuole                            | Francesca Comencini    | Italie          |
| Phantosmia                                       | Lav Diaz               | Philippines     |
| Maldoror                                         | Fabrice Du Welz        | Belgique France |
| Broken Rage                                      | Takeshi Kitano         | Japon           |
| Baby Invasion                                    | Harmony Korine         | États-Unis      |
| Cloud                                            | Kiyoshi Kurosawa       | Japon           |
| Finalement                                       | Claude Lelouch         | France          |
| Horizon : Une saga américaine, chapitre 2        | Kevin Costner          | États-Unis      |
| Wolfs                                            | Jon Watts              | États-Unis      |
| Se Posso Permettermi Capitolo II (court métrage) | Marco Bellocchio       | Italie          |
| Allégorie citadine (court métrage)               | Alice Rohrwacher et JR | France          |

#### Films documentaires
| Titre                                    | Réalisation                         | Pays                    |
| ---------------------------------------- | ----------------------------------- | ----------------------- |
| Apocalipse nos Trópicos                  | Petra Costa                         | Brésil                  |
| Bestiari, Ernadi, Lapidari               | Massimo d'Anolfi et Martina Parenti | Italie Suisse           |
| Pourquoi la guerre                       | Amos Gitaï                          | Israël                  |
| 2073                                     | Asif Kapadia                        | Royaume-Uni             |
| One to One: John & Yoko                  | Kevin Macdonald et Sam Rice-Edwards | Royaume-Uni             |
| Separated                                | Errol Morris                        | Royaume-Uni             |
| Israel Palestina on Swedish TV 1958-1989 | Göran Olsson                        | Suède Finlande Danemark |
| Russians at War                          | Anastasia Trofimova                 | France Canada           |
| TWST / Things We Said Today              | Andrei Ujică                        | France Roumanie         |
| Riefenstahl                              | Andres Veiel                        | Allemagne               |
| Songs of Slow Burning Earth              | Olha Zhurba                         | Ukraine                 |

#### Séries
| Titre                              | Réalisation       | Pays                   |
| ---------------------------------- | ----------------- | ---------------------- |
| Disclaimer (7 épisodes)            | Alfonso Cuarón    | Royaume-Uni États-Unis |
| Los años nuevos (10 épisodes)      | Rodrigo Sorogoyen | Espagne                |
| Familier Som Vores (7 épisodes)    | Thomas Vinterberg | Danemark               |
| M. Son of the Century (8 épisodes) | Joe Wright        | Italie France          |

### Orizzonti
| Titre                             | Réalisation                  | Pays            |
| --------------------------------- | ---------------------------- | --------------- |
| Quiet Life                        | Aléxandros Avranás           | Grèce           |
| Mon Inséparable                   | Anne-Sophie Bailly           | France          |
| Aïcha                             | Mehdi Barsaoui               | Tunisie         |
| Happy Holidays                    | Scandar Copti                | Palestine       |
| Familia                           | Francesco Costabile          | Italie          |
| One of Those Days When Hemme Dies | Murat Fıratoğlu              | Turquie         |
| Familiar Touch                    | Sarah Friedland              | États-Unis      |
| Marco                             | Jon Garaño et Aitor Arregi   | Espagne         |
| Carissa                           | Jason Jacobs et Delmar Devon | Afrique du Sud  |
| Wishing on a Star                 | Peter Kerekes                | Slovaquie       |
| Mistress Dispeller                | Elizabeth Lo                 | Chine           |
| Nonostante                        | Valerio Mastandrea           | Italie          |
| Anul Nou care n-a fost            | Bogdan Muresanu              | Roumanie        |
| Pooja, Sir                        | Deepak Rauniyar              | Inde            |
| Of Dogs and Men                   | Dani Rosenberg               | Israël          |
| Pavements                         | Alex Ross Perry              | États-Unis      |
| Happyend                          | Neo Sora                     | Japon           |
| L’Attachement                     | Carine Tardieu               | France Belgique |
| Diciannove                        | Giovanni Tortorici           | Italie          |

### Venice Classics
| Titre | Réalisation            | Pays                          |
| --- | ---------------------- | ----------------------------- |
| La Nuit (La notte)                                                                                                | Michelangelo Antonioni | Italie                        |
| Le Mahabharata | Peter Brook            | France Royaume-Uni États-Unis |
| Jeux interdits | René Clément           | Italie                        |
| L'Or de Naples (L'oro di Napoli)                                                                                  | Vittorio De Sica       | Italie                        |
| La Dame du vendredi (His Girl Friday)                                                                             | Howard Hawks           | États-Unis                    |
| The Ritual (Ghatashraddha)                                                                                        | Girish Kasaravalli     | Inde                          |
| Règlement de comptes (The Big Heat)                                                                               | Fritz Lang             | États-Unis                    |
| Arènes sanglantes (Blood and Sand)                                                                                | Rouben Mamoulian       | États-Unis                    |
| Les Affameurs (Bend of the River)                                                                                 | Anthony Mann           | États-Unis                    |
| Passion (卍, Manji)                                                                                               | Yasuzō Masumura        | Japon                         |
| Ecce bombo | Nanni Moretti          | Italie                        |
| Il est mort après la guerre (東京戰争戦後秘話, Tōkyō sensō sengo hiwa)                                            | Nagisa Ōshima          | Japon                         |
| Matraga (A Hora e a Vez de Augusto Matraga)                                                                       | Roberto Santos         | Brésil                        |
| Flocons d'or (Goldflocken)                                                                                        | Werner Schroeter       | Allemagne                     |
| La Peau douce | François Truffaut      | France                        |
| Vers un destin insolite sur les flots bleus de l'été (Travolti da un insolito destino nell'azzurro mare d'agosto) | Lina Wertmüller        | Italie                        |
| Pusher | Nicolas Winding Refn   | Danemark                      |
| Model | Frederick Wiseman      | États-Unis                    |

## Palmarès

### Compétition officielle
- Lion d'or : La Chambre d'à côté (La habitación de al lado) de Pedro Almodóvar
- Grand prix du jury : Vermiglio de Maura Delpero
- Lion d'argent  (du meilleur réalisateur) : Brady Corbet pour The Brutalist
- Prix spécial du jury : April de Dea Kulumbegashvili
- Prix du meilleur scénario : Murilo Hauser et Heitor Lorega pour Je suis toujours là (Ainda estou aqui)
- Coupe Volpi de la meilleure interprétation féminine : Nicole Kidman pour son rôle dans Babygirl
- Coupe Volpi de la meilleure interprétation masculine : Vincent Lindon pour son rôle dans Jouer avec le feu
- Prix Marcello Mastroianni du meilleur espoir : Paul Kircher pour son rôle dans Leurs enfants après eux

### Orizzonti
- Prix du meilleur film : Anul Nou care n-a fost de Bogdan Muresanu
- Prix de la meilleure réalisation : Sarah Friedland  pour Familiar Touch
- Prix spécial du jury : One of Those Days When Hemme Dies de Murat Fıratoğlu
- Prix de la meilleure actrice : Kathleen Chalfant pour son rôle dans Familiar Touch
- Prix du meilleur acteur : Francesco Gheghi pour son rôle dans Familia
- Prix du meilleur scénario : Scandar Copti pour Happy Holidays
- Prix du meilleur court-métrage : Who Loves the Sun de Arshia Shakiba

### Prix spéciaux
- Lion d'or pour l'ensemble de la carrière : Peter Weir et Sigourney Weaver
- Prix Glory to the Filmmaker : Claude Lelouch